# Winkysoft
Winkysoft (株式会社ウィンキーソフト Kabushiki-kaisha Uinkiisofuto?)  es una compañía japonesa dedicada al desarrollo de videojuegos. Han desarrollado videojuegos especialmente para el mercado japonés.

## Trabajos Notables
- Doctor Lautrec and the Forgotten Knights (Nintendo 3DS)
- Hero Senki: Project Olympus (Super Famicom)
- Super Dimension Fortress Macross: Scrambled Valkyrie (Super Famicom)
- JoJo No Kimyo Na Boken (Super Famicom)
- Ghost Chaser Densei (Super Famicom)
- Masou Kishin (Super Famicom)
- Battle Robot Retsuden (Super Famicom)
- My Life My Love: Boku no Yume: Watashi no Negai (Famicom)
- Mazinger Z (Super Famicom)
- 1st Super Robot Wars (GB)
- 2nd Super Robot Wars (FC)
- 3rd Super Robot Wars  (SFC)
- 4th Super Robot Wars  (SFC)
- Super Robot Wars F  (SS, PS)
- Super Robot Wars F Final  (SS, PS)